# Kostel Všech svatých (Rožnov pod Radhoštěm)
Kostel Všech svatých v Rožnově pod Radhoštěm byl vystavěn jako náhrada za dřevěný kostelík ze 16. století v letech 1745–50. Kvůli probíhajícím nepokojům byl však včetně interiérů definitivně dokončen až v roce 1752. Je chráněn jako kulturní památka České republiky.

## Historie
Jednolodní barokní stavba kostela s předsunutou věží a sanktusníkem na hlavním severním průčelí se nachází západně od Masarykova náměstí.
Interiéru dominuje mohutný barokní oltář s oltářním obrazem Všech svatých od vlámského malíře Antonise Schoonjanse. Malby v interiéru s pěti oltáři provedl Gustav Boček ze Šternberka.
Od doby výstavby prošel rožnovský kostel řadou větších i menších oprav a rekonstrukcí. Z historických materiálů lze například vyčíst, že při opravě v roce 1805 byla vyměněna kopule, v roce 1876 pak vyměněna plechová střecha za šindel. Dalších oprav se kostel dočkal po 2. světové válce, za které byla střešní krytina i zvony zrekvírovánany na válečné účely.
Při rekonstrukci horní části věže roku 2007 se našly tři tubusy a měděná schránka s dokumenty a fotografiemi z let 1876–1909. Po rekonstrukci byly historické i současné materiály opět uloženy do tubusů a vloženy do makovice v báni kostela.